# 織田うさこ
織田うさこ（おだ うさこ）は、日本のブロガー、医師、イラストレーター。9月31日生まれ。

## 人物、略歴
『きらきら研修医。のブログ』の作者として注目される。2006年7月1日には同ブログを元にした書籍『きらきら研修医』が発売された。
当ブログおよび書籍を原作として、2007年1月11日から3月22日まで、TBS木曜夜10時枠で、小西真奈美主演のテレビドラマ『きらきら研修医』が放映される。
2007年1月13日には続編である『きらきら研修医 part2 うさこvs奇行ドクター』が発売される。
のち、2007年3月28日には漫画版の『コミック きらきら研修医 うさこのドタバタ日記』、2008年3月には『きらきら研修医リターンズ〜あやしい患者さん来襲！』が発売されている。
2009年秋に結婚した。